# Heinz Burghart
Heinz Burghart (* 29. Dezember 1925 in Fürth; † 15. September 2009 in München) war ein deutscher Journalist und Buchautor. Von 1987 bis zu seiner Pensionierung 1990 war Burghart Chefredakteur des Bayerischen Rundfunks. Weiterhin war er Gründer und Ehrenpräsident der Bayerischen Akademie für Fernsehen.

## Leben
Burghart begann seine Karriere als Journalist beim Münchner Merkur. 1964 wechselte er zum Bayerischen Rundfunk. Burghart war unter anderem Redaktionsleiter der Abendschau und von 1987 bis 1990 Chefredakteur des Bayerischen Fernsehens. Außerdem moderierte er von 1971 bis 1990 den Studioteil der BR-Sendung Jetzt red i. Weiterhin war er Dozent an der Bayerischen Akademie für Fernsehen e.V, an der Deutschen Journalistenschule und an der Münchner Hochschule für Fernsehen und Film. 1991 wurde er Mitglied der Synode der EKD und 1993 gründete er die Bayerische Akademie für Fernsehen.

## Auszeichnungen
- 1974: Bayerischer Verdienstorden
- 1975: Kommunale Verdienstmedaille in Silber
- 1976: Medaille "München leuchtet"
- 1976: Bundesverdienstkreuz 1. Klasse
- 1983: Bayerische Verfassungsmedaille in Silber
- 1985: Konrad-Adenauer-Preis in Gold
- 1986: Kommunale Verdienstmedaille in Gold
- 1990: Bayerische Verfassungsmedaille in Gold

## Schriften
- Zs. mit Willi Geiger und Franz Mai: Der öffentlich-rechtliche Rundfunk. Zwischen Staat, Parteien und Interessen. Interfrom, Zürich 1978.
- Kommunalpolitik der Reformzeit 1970–1980. Jehle, München 1981, ISBN 3-7825-0087-3.
- Medienknechte. Wie die Politik das Fernsehen verdarb. Droemer Knaur, München 1993, ISBN 3-426-26571-0.